# Chingiz
Chingiz Mustafayev (født 11. marts 1991) er en russiskfødt aserbajdsjansk sanger, sangskriver og guitarist. Han vil repræsentere Aserbajdsjan i Eurovision Song Contest 2019 i Tel Aviv med sangen "Truth”.
Chingiz Mustafayev opnåede en 8. plads i Eurovisionsfinalen i Tel Aviv i maj 2019